# Сельское поселение Акатьевское
Сельское поселение Акатьевское — упразднённое муниципальное образование со статусом сельского поселения в Коломенском муниципальном районе Московской области.
Административный центр — село Акатьево.

## История
Образовано в ходе муниципальной реформы, в соответствии с Законом Московской области от 15.02.2005 года № 43/2005-ОЗ «О статусе и границах Коломенского муниципального района и вновь образованных в его составе муниципальных образований».
Упразднено вместе со всеми другими поселениями бывшего Коломенского муниципального района с 21 апреля 2017 года.

## География
Муниципальное образование расположено в южной части района, на западе граничит с сельским поселением Биорковское, на севере — с городским округом Коломна, на востоке — с городским поселением Луховицы Луховицкого района, на юге — с сельским поселением Астаповское Луховицкого района, а также с городским округом Озёры. Площадь территории сельского поселения составляет 16 908 га.

## Население
| 2006  | 2007  | 2008  | 2009  | 2010  | 2011  | 2012  |
| ----- | ----- | ----- | ----- | ----- | ----- | ----- |
| 2046  | ↘1904 | ↗1917 | ↗1922 | ↗3421 | ↗3615 | →3615 |
| 2013  | 2014  | 2015  | 2016  | 2017  |       |       |
| ↗3618 | ↗3734 | ↗3869 | ↗3927 | ↗3935 |       |       |

## Состав сельского поселения
В состав сельского поселения входят 12 населённых пунктов упразднённой административно-территориальной единицы — Акатьевского сельского округа, а также деревня Щурово, образованная в 2007 году согласно постановлению Губернатора Московской области от 11.07.2006 № 91-ПГ и Закону Московской области от 29.09.2007 № 164/2007-ОЗ.
| №  | Населённый пункт | Тип населённого пункта       | Население |
| -- | ---------------- | ---------------------------- | --------- |
| 1  | Акатьево         | село, административный центр | ↘1262     |
| 2  | Апраксино        | деревня                      | ↗110      |
| 3  | Барановка        | деревня                      | ↗107      |
| 4  | Большое Колычёво | село                         | ↘121      |
| 5  | Васильево        | село                         | ↗222      |
| 6  | Захаркино        | деревня                      | ↘4        |
| 7  | Зиновьево        | деревня                      | ↗43       |
| 8  | Змеево           | деревня                      | ↗7        |
| 9  | Игнатьево        | деревня                      | ↗33       |
| 10 | Михеево          | деревня                      | ↗1        |
| 11 | Сычёво           | деревня                      | ↗279      |
| 12 | Щепотьево        | деревня                      | ↗88       |
| 13 | Щурово           | деревня                      | 21        |